# Ketitang (Nogosari)
Ketitang is een bestuurslaag in het regentschap Boyolali van de provincie Midden-Java, Indonesië. Ketitang telt 6210 inwoners (volkstelling 2010).